# Luis Segalá y Estalella
Luis Segalá y Estalella (Barcelona, 21 de junio de 1873 - ibíd., 17 de marzo de 1938) fue un lingüista español.

## Trayectoria
En 1895 accedió al cargo de profesor auxiliar de la Universidad de Barcelona. Fue catedrático de griego en la Universidad de Sevilla (1899-1906) y en la Universidad de Barcelona desde 1906.
A partir de 1910 se desempeñó como miembro numerario de la Real Academia de Buenas Letras de Barcelona. Fue miembro de la sección de Filología del Instituto de Estudios Catalanes a partir de 1911. En 1912 fue nombrado individuo correspondiente de la Real Academia Sevillana de Buenas Letras. Fue codirector de la «Colección de clásicos griegos y latinos» y de la «Biblioteca de autores griegos y latinos».
Sus traducciones de la Ilíada y la Odisea se han reeditado numerosas veces y son las más conocidas. Al comenzar la guerra civil española, fue apartado de su cátedra por desafecto al régimen republicano. Murió durante el bombardeo de Barcelona por la aviación italiana fascista.

## Obras

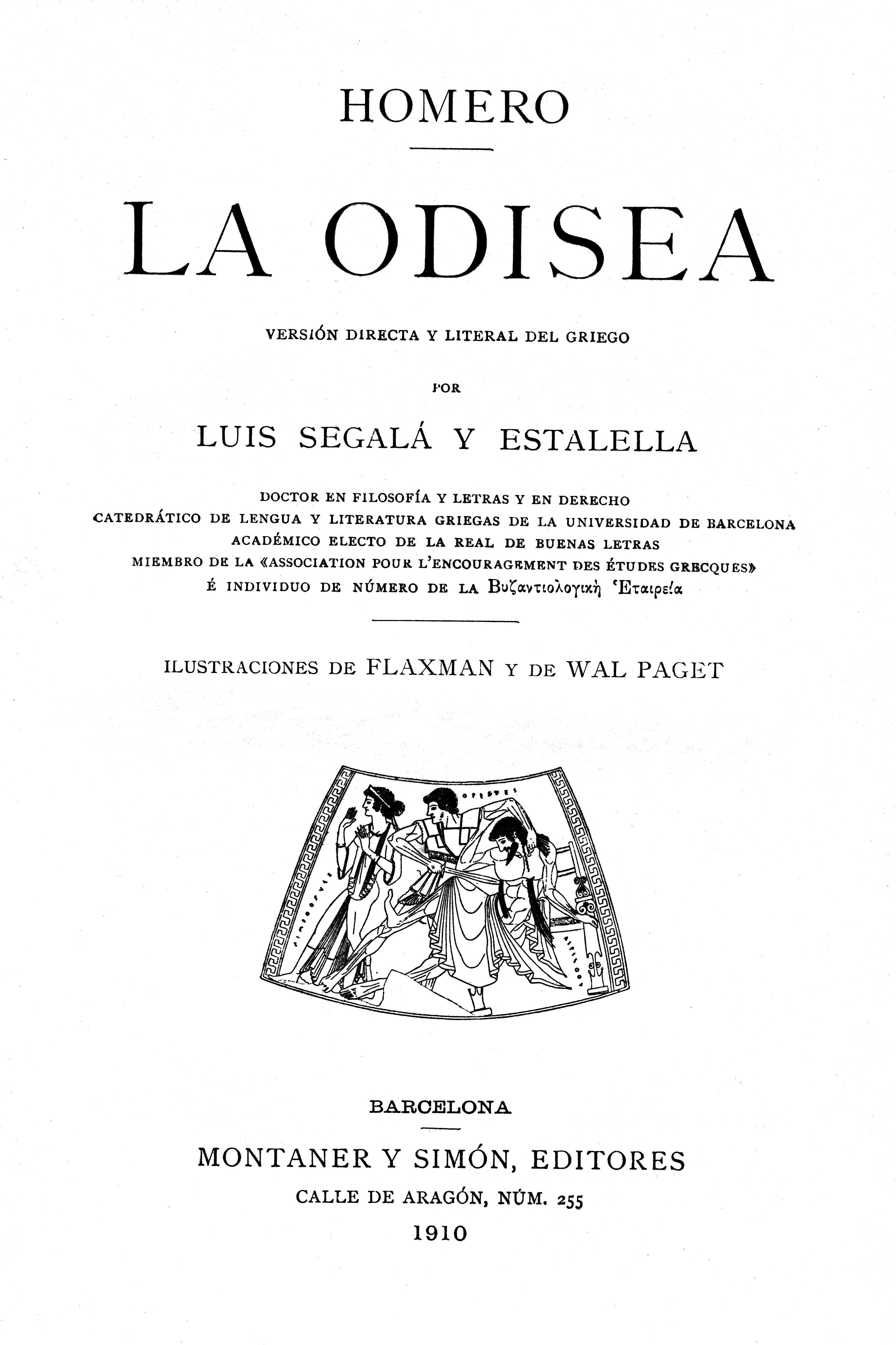
Portada de la edición de 1910 de la Odisea traducida por Luis Segalá y Estalella.

- Gramática del dialecto eólico (Premio en la Exposición Internacional de Atenas, 1903).
- Gramática sucinta del dialecto homérico (1904)
- Doctrina de los doce apóstoles.
- El renacimiento helénico en Cataluña (1916)
- Traducción de la Ilíada (1908), la Odisea (1910), los Himnos homéricos y la Teogonía de Hesíodo.
- Traducción catalana del primer canto de la Ilíada.